# Lycenchelys pearcyi
Lycenchelys pearcyi är en fiskart som beskrevs av Anderson, 1995. Lycenchelys pearcyi ingår i släktet Lycenchelys och familjen tånglakefiskar. Inga underarter finns listade i Catalogue of Life.